# ジェリー・バーガンジィ
ジェリー・バーガンジィ（Jerry Bergonzi、1947年10月21日 -　）は、アメリカのジャズ・テナーサックス・プレイヤー、作曲家、教育家である。 

## 略歴

### 初期の人生と教育
バーガンジィは1971年にマサチューセッツ大学ローウェル校から音楽教育の博士号を取得している。そして「Not Fat Records」の創設者である。

### キャリア
バーガンジィは、1970年代にいくつかのデイヴ・ブルーベック・アンサンブルのツアーやレコーディングで頻繁にゲスト・アーティストを務め、1979年から1982年までデイヴ・ブルーベック・カルテットにおいてサックスの席に座っていたことで、初めて広く認知された。彼は1973年から1981年までブルーベックと9枚のアルバムを録音した。
バーガンジィはボストンのニューイングランド音楽院で教鞭をふるっている。
彼はCDやビデオに沿って再生されるマルチ・ボリュームによる教育書シリーズ『インサイド・インプロヴィゼイション』の著者であり、「Advance Music」から出版された即興に関する別のシリーズの本の著者である。また、「Jamey Aebersold Jazz」から出版された本とCDのセット『Sound Advice』の著者でもある。
彼はブルーノート、Red、Not Fat、コンコード、アトランティック、Label Bleu、Enja、コロムビア、Deux Z、Denon、Canyon、Cadence、Musidisc、Ram、Ninety One、Freelance、Savantといったレーベルでレコーディングを行っている。Double-Time Recordsのためには広範囲にわたってレコーディングを行った。

## 雑情報
- バーガンジィはプロ・レベルのピアニストにしてベーシストでもある。
- 彼はアーロン・ドレイクのマウスピース（ドレイク「ジェリー・バーガンジィ」シグネチャー・マウスピース）を演奏に使用している。
- ジェフ・エルウッドは、バーガンジィのオリジナル曲を200曲近く編纂した[6]。バーガンジィは、編集されたPDFブックを無料で配布することに決めた[7]。

## ギャラリー

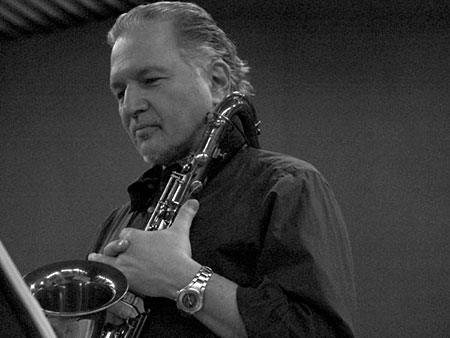
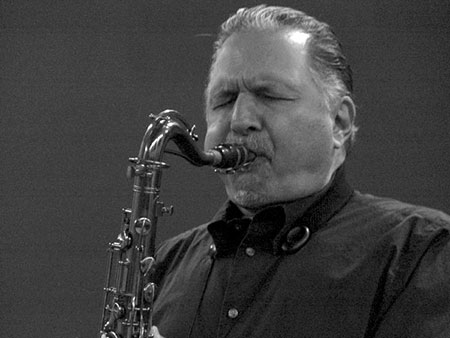
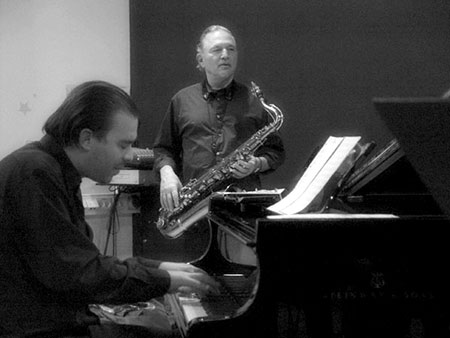

## ディスコグラフィ

### リーダー・アルバム
- Con Brio (1983年)
- Featuring Bruce Gertz (1985年)
- Uranian Undertow (1986年)
- Caught in the Act (1988年、Not Fat)
- On Red (1988年)
- Lineage (1989年)
- Inside Out (1989年)
- Etc Plus One (1991年)
- 『スタンダード』 - Standard Gonz (1991年、Blue Note)
- Tilt (1991年)
- Peek a Boo (1993年、Evidence/Label Bleu)
- Sonora No. 2 Meet Jerry Bergonzi (1994年)
- Vertical Reality (1995年、Musidisc)
- Just Within (1997年、Double-Time)
- Together for the First Time (1998年)
- On Again (1998年、Ram)
- Fast Company (1998年、Blue Jackel)
- Lost in the Shuffle (1998年、Double-Time)
- Wiggy (2000年、Double-Time)
- A Different Look (2001年、Double-Time)
- Live Gonzi (2002年、Double-Time)
- Intuition (2004年、SteepleChase)
- Live Gonzi II (2005年、Double-Time)
- Tenor of the Times (2006年、Savant)
- Tenorist (2007年、Savant)
- Tenor Talk (2008年、Savant)
- Saxology (2009年、SteepleChase)
- Simply Put (2009年、Savant)
- Three Point Shot (2010年、Double Moon/Intuition)
- Three for All (2010年、Savant)
- Convergence (2011年、Savant)
- 4+1 with Jerry Bergonzi (2011年、Effendi)
- Sonic Shapes (2011年、Stunt)
- Shifting Gears (2012年、Savant)
- Tetragonz (2013年、Stunt)
- By Any Other Name (2013年、Savant)
- Intersecting Lines (2014年、Savant)
- Quintonic (2014年、Stunt)
- Rigamaroll (2015年、Savant)
- Spotlight on Standards (2016年、Savant)
- Inner Journey (2017年、SteepleChase)
- Dog Star (2017年、Savant)[8]
- Seven Rays (2019年、Savant)
- Nearly Blue (2020年、Savant)

### 参加アルバム
デイヴ・ブルーベック
- Two Generations of Brubeck (1973年)
- Brother, the Great Spirit Made Us All (1974年)
- Back Home (1979年)
- Tritonis (1980年)
- 『ペイパー・ムーン』 - Paper Moon (1981年)

ジョーイ・カルデラッツォ
- 『ジョーイ・カルデラッツォ登場!!』 - In the Door (1991年、Blue Note)
- 『ジョーイ2』 - To Know One (1992年、Blue Note)

マイルス・ドナヒュー
- Good Listener (1995年)
- Standards Vol. 1 (2003年)
- Standards Vol. 2 (2003年)
- In the Pocket (2006年)

ダニエル・ユメール
- Edges (1991年)
- 『オープン・アーキテクチャー』 - Open Architecture (1993年)

ハル・ギャルパー
- 『ジャスト・アス』 - Just Us (1993年)
- 『リバップ』 - Rebop (1995年)
- Let's Call This That (1999年)
- Cubist (2018年)

ブルース・ガーツ
- Third Eye (1992年)
- Blueprint (1995年)
- Discovery Zone (1996年)
- Shut Wide Open (1998年)
- Red Handed (1999年)

ジョルジュ・グルンツ
- Blues 'n Dues Et Cetera (1992年)
- Sins 'n Wins 'n Funs (1996年)

ボブ・カウフマン
- The Line Between (2001年)
- Dreaming Out Loud (2003年)

アーサー・キット
- 『私の考えるジャズ』 - Thinking Jazz (1991年)
- Standards: Live (1995年)

アンディ・ラヴァーン
- Spirit of '76 (1994年)
- True Colors (2001年)

ナンド・ミケリン
- Facing South (1996年)
- Common Grounds (1997年)
- Art (1999年)
- Chants (2000年)
- When Einstein Dreams (2006年)

アレックス・リール
- Emergence (1994年)
- 『アンリール』 - Unriel (1998年)
- 『リーレイティン』 - Rielatin (2000年)
- The Riel Deal (2002年)

デイヴ・サントロ
- Dave Santoro Standards (1999年)
- Standards Band II (2000年)
- The New Standard (2001年)

ブルック・ソファーマン
- Modesty's Odyssey (1999年)
- The Green Between (2002年)
- One Stone Two Birds (2004年)
- Fine Whines (2007年)

リチャード・サスマン
- Free Fall (1978年)
- Live at Sweet Rhythm (2003年)
- Continuum (2012年)

その他
- ベニー・ウォレス : 『ジ・アート・オブ・ザ・サキソフォン』 - The Art of the Saxophone (1987年)
- ミック・グッドリック : Sunscreams (1993年)
- ヤツェック・コハン : Grey Angel (1995年)
- ボブ・モーゼス : Love Everlasting (2000年)
- ダン・ウォール : On the Inside Looking In (2000年)
- ジョン・ダース : Restoration Comedy (2000年)
- ダリア・フェイテルソン : Global Sound (2001年)
- マイルス・デイヴィス : 『ザ・コンプリート・マイルス・デイヴィス・アット・モントルー1973-1991』 - The Complete Miles Davis at Montreux 1973–1991 (2002年)
- ヨアヒム・キューン : Sometime Ago (2006年)
- レベッカ・パリス : You Don't Know Me (2007年)
- アラン・ベイロック : Eastern Standard Time (2008年)[9]

## 著書
ジェリー・バーガンジィ インサイド・インプロヴィゼイション・シリーズ
- vol.1 : メロディック・ストラクチャー
- vol.2 : ペンタトニック・スケール
- vol.3 : ジャズ・ライン
- vol.4 : メロディック・リズム
- vol.5 : インターヴァリック・メロディー
- vol.6 : ジャズ・ランゲージの強化
- vol.7 : ヘキサトニック・スケール (6音音階)